# Tịnh Châu
Tịnh Châu là một xã thuộc thành phố Quảng Ngãi, tỉnh Quảng Ngãi, Việt Nam.
Xã Tịnh Châu có diện tích 6,31 km², dân số năm 1999 là 6.820 người, mật độ dân số đạt 1.081 người/km².

## Lịch sử
Xã này từng là một phần của huyện Sơn Tịnh cho đến khi Thủ tướng Chính phủ Việt Nam ký Nghị quyết số 123/NQ-CP có nội dung sáp nhập Tịnh Châu vào địa phận thành phố Quảng Ngãi.
Xã Tịnh Châu có 3 thôn: Phú Bình, Kim Lộc và Mỹ Lệ.